# Pangasinan
Pangasinan là một tỉnh của Philippines thuộc vùng Ilocos. Pangasinan nằm ở phía tây của đảo Luzon dọc theo vịnh Lingayen. Cái tên Pangasinan có nghĩa là "vùng đất của muối" hoặc "nơi làm muối", bắt nguồn từ "Pang/Bang" có nghĩa là nơi chốn, "asin" có nghĩa là muối trong tiếng Pangasinan và các ngôn ngữ họ hàng khác, Banjarmasin ở Indonesia và Toamasina ở Madagascar đều bắt nguồn từ (m)asin. Tỉnh là nơi sản xuất muối chính của Philippines.
Pangasinan có vị trí chiến lược ở khu vực bồn địa trung tâm Luzon. Pangasinan được coi là giao thoa giữa khu vực Bắc Luzon và vùng trung tâm của Philippines. Tỉnh cách thủ đô Manila 170 km, cách thành phố Baguio 50 km và cách Sân bay Quốc tế và Hải Cảng Subic 115 km về phía bắc và cách Sân bay Quốc tế Clark 80 km về phía bắc.

## Lịch sử
Người Pangasinan cũng như những dân tộc khác trên Quần đảo Mã Lai thuộc Ngữ hệ Nam Đảo và đã sinh sống ở Đông Nam Á từ thời tiền sử. Các nghiên cứu về gen đã xác định nguồn gốc của người Nam Đảo ở Sundaland, nơi đã có người định cư từ 50.000 năm trước bởi những người đi cư đến Châu Phi qua ngả Ấn Độ.. Tiếng Pangasinan là một trong số những ngôn ngữ thuộc nhánh Mã Lai-Đa Đảo của Ngữ hệ Nam Đảo.
Ngày 27/04/1565, thực dân Tây Ban Nha đến Quần đảo Philippines với khoảng 500 lính để thiết lập điểm định cư cho người Tây Ban Nha và bắt đầu xâm chiếm quần đảo. vào ngày 24/03/1570, quân đội Tây Ban Nha đánh bại Rajah Sulayman và các thế lực khác ở Manila và sau đó công khai Manila là thủ đô mới của Đông Ấn Tây Ban Nha. Sau khi bình định được Manila, lực lượng Tây Ban Nha tiếp tục chinh phục phần còn lại của Luzon, bao gồm cả tỉnh Pangasinan. Năm 1611, Pangasinan trở thành một tỉnh thuộc địa của Tây Ban Nha, gồm cả lãnh thổ Zambales và một vài khu vực ở La Union và Tarlac ngày nay. Lingayen trở thành tỉnh lị và vẫn giữ vị thế đó cho đến nay.
Sau khi Philippines tuyên bố độc lập, việc Pangasinan được xếp vào Vùng Ilocos đã gây ra một số vụ lộn xộn do một số người gây ra, lý do là vì chính quyền cho rằng tất cả hoặc phần lớn người Pangasinan là người Ilocano. Nhiều người Pangasinan đã đề nghị chính quyền trung ương phân loại Pagansinan ở vùng Ilocos nhưng coi tiếng Pangansinan là một ngôn ngữ riêng biệt và chiếm ưu thế. Nền kinh tế của tỉnh chiếm trên 50% kinh tế của toàn vùng và lớn hơn cả ba tỉnh còn lại.
Vì là quê hương của thân mẫu của cựu Tổng thống Gloria Macapagal-Arroyo và cũng là nơi mà ứng cử viên Fernando Poe, Jr từng sinh sống nên trong cuộc bầu cử năm 2004 số phiếu của hai người này ở trong tỉnh là tương đương nhau. Nền kinh tế của tỉnh hiện nay khá tụt hậu, điều đó đã khiến nhiều người dân trong tỉnh di cư đến Metro Manila để tìm cơ hội hay đi làm việc ở những quốc gia khác thịnh vượng hơn như Hoa Kỳ.

## Nhân khẩu

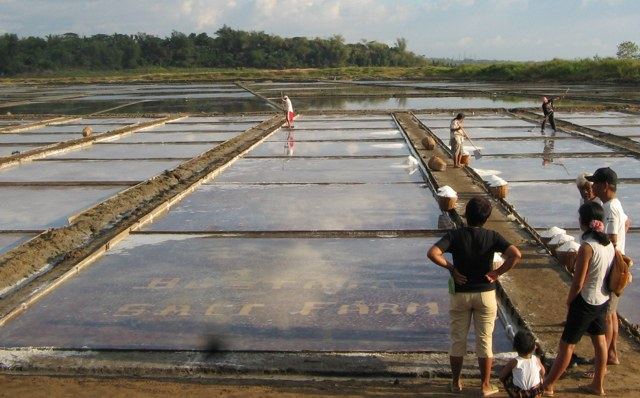
Tỉnh là nơi sản xuất muối chủ yếu của Philippines

Pangasinan có tổng dân số là 2.434.086 người theo Thống kê năm 2000, đây là tỉnh đông dân thứ ba ở Philippines. Ước tính số người nói ngôn ngữ bản địa là tiếng Pangasinan là 1,5 triệu người, tăng gấp đôi sau 30 năm. Theo thống kê năm 2000, 47% dân số là người Pangasinan và 44% là người Ilocano. Những người định cư Sambal từ Zambales chiếm đa số ở các đô thị tự trị cực tây của tỉnh là Bolinao và Anda. Người Pangasinan có quan hệ gần gũi với những dân tộc thuộc Ngữ hệ Nam Đảo ở Philippines, Malaysia và Indonesia. Người Pangasinan cũng có liên hệ với người Polynesia ở Châu Đại Dương và những bộ tộc bản địa ở Đài Loan, người Chăm ở Việt Nam và Campuchia và người Malagasy ở Madagascar. Giaó dục ở Pangasinan chủ yếu sử dụng tiếng Anh cũng như tiếng Tagalog.
Đa số người dân Pangasinan theo Công giáo La Mã, mặc dù vậy họ vẫn tiếp tục tin và thi hành những tín ngưỡng truyền thống giống như những người Philippines khác. Người Mỹ và Tây Ban Nha đã đưa Thiên Chúa giáo vào Pangasinan.

## Hành chính
Tỉnh có 4 thành phố và 44 đô thị tự trị:
| Thành phố  | Xếp hạng | Số Quận | Dân số (2007) | Diện tích(km²) |
| ---------- | -------- | ------- | ------------- | -------------- |
| Alaminos   | 4        | 1       | 79.788        | 164            |
| Dagupan    | 1        | 4       | 149.554       | 37             |
| San Carlos | 3        | 3       | 161.884       | 169            |
| Urdaneta   | 2        | 5       | 120.785       | 100            |

| Đô thị tự trị | Xếp hạng  | Số Quận | Dân số(2007) | Diện tích(km²) |
| ------------- | --------- | ------- | ------------ | -------------- |
| Agno          | 3         | 1       | 26.023       | 170            |
| Aguilar       | 3         | 2       | 36.564       | 195            |
| Alcala        | 3         | 5       | 38.934       | 46             |
| Anda          | 3         | 1       | 34.398       | 75             |
| Asingan       | 2s        | 6       | 54.092       | 67             |
| Balungao      | 4         | 6       | 25.214       | 73             |
| Bani          | 2         | 1       | 45.652       | 180            |
| Basista       | 4         | 2       | 28.104       | 24             |
| Bautista      | 4         | 5       | 28.094       | 46             |
| Bayambang     | 1         | 3       | 103.145      | 144            |
| Binalonan     | 1         | 5       | 52.722       | 48             |
| Binmaley      | 1         | 2       | 76.214       | 119            |
| Bolinao       | 1         | 1       | 69.568       | 197            |
| Bugallon      | 2         | 2       | 62.237       | 190            |
| Burgos        | 4         | 1       | 20.187       | 131            |
| Calasiao      | 1         | 3       | 85.419       | 48             |
| Dasol         | 3         | 1       | 27.027       | 167            |
| Infanta       | 3         | 1       | 23.731       | 254            |
| Labrador      | 4         | 2       | 20.508       | 91             |
| Laoac         | 4         | 5       | 28.266       | 41             |
| Lingayen      | 1         | 2       | 95.773       | 63             |
| Mabini        | 3         | 1       | 23.338       | 291            |
| Malasiqui     | 1         | 3       | 122.820      | 131            |
| Manaoag       | 1         | 4       | 62.684       | 56             |
| Mangaldan     | 1         | 4       | 90.391       | 48             |
| Mangatarem    | 1         | 2       | 65.366       | 318            |
| Mapandan      | 3         | 3       | 32.905       | 30             |
| Natividad     | 4         | 6       | 21.560       | 134            |
| Pozorrubio    | 1         | 5       | 63.689       | 135            |
| Rosales       | 1st Class | 6th     | 57.702       | 66             |
| San Fabian    | 1         | 4       | 74.005       | 81             |
| San Jacinto   | 3         | 4       | 35.591       | 44             |
| San Manuel    | 1         | 6       | 46.769       | 129            |
| San Nicolas   | 1         | 6       | 33.419       | 210            |
| San Quintin   | 3         | 6       | 30.556       | 116            |
| Santa Barbara | 1         | 3       | 73.025       | 61             |
| Santa Maria   | 4         | 6       | 30.721       | 70             |
| Santo Tomas   | 5         | 5       | 13.706       | 13             |
| Sison         | 3         | 5       | 42.791       | 82             |
| Sual          | 1         | 1       | 29.925       | 130            |
| Tayug         | 3         | 6       | 37.954       | 51             |
| Umingan       | 1         | 6       | 62.497       | 258            |
| Urbiztondo    | 3         | 2       | 43.430       | 82             |
| Villasis      | 1         | 5       | 56.668       | 76             |